# EM i atletik 2012
Det 21. EM i atletik arrangeredes i perioden 27. juni til 1. juli 2012 i den finske by Helsingfors. Også Nürnberg i Tyskland var interesseret i at være værtsby for arrangementet, men Helsingfors var den ledende kandidat gennem hele udvælgelsen. Værtsbyen blev valgt 9. november 2009. Det er tredje gang, at Helsingfors arrangerer EM i atletik.
Fra 2010-2012 arrangeres EM i atletik igen hvert andet år (som i perioden 1969-1971). På grund af sommer-OL i London en måned senere var der flere af de udvalgte deltagere som melde afbud.

## Resultat

### Herrer
| Event                  | Guld | Guld | Sølv | Sølv | Bronze | Bronze |
| ---------------------- | --- | --- | --- | --- | --- | --- |
| 100 meter              | Christophe Lemaitre · Frankrig | 10.09 | Jimmy Vicaut · Frankrig | 10.12 | Jaysuma Saidy Ndure · Norge | 10.17 |
| 200 meter              | Churandy Martina · Holland | 20.42 | Patrick van Luijk · Holland | 20.87 | Daniel Talbot · Storbritannien | 20.95 |
| 400 meter              | Pavel Maslák · Tjekkiet | 45.24 | Marcell Deák-Nagy · Ungarn | 45.52 SB | Yannick Fonsat · Frankrig | 45.82 |
| 800 meter              | Jurij Borzakovskij · Rusland | 1:48.61 | Andreas Bube · Danmark | 1:48.69 | Pierre-Ambroise Bosse · Frankrig | 1:48.83 |
| 1500 meter             | Henrik Ingebrigtsen · Norge | 3:46.20 | Florian Carvalho · Frankrig | 3:46.33 | David Bustos · Spanien | 3:46.45 |
| 5000 meter             | Mo Farah · Storbritannien | 13:29.91 | Arne Gabius · Tyskland | 13:31.83 | Polat Kemboi Arıkan · Tyrkiet | 13:32.63 |
| 10,000 meter           | Polat Kemboi Arikan · Tyrkiet | 28:22.27 | Daniele Meucci · Italien | 28:22.73 | Yevgeniy Rybakov · Rusland | 28:22.95 (SB) |
| 110 meter hæk          | Sergey Shubenkov · Rusland | 13.16 | Garfield Darien · Frankrig | 13.20 | Artur Noga · Polen | 13.27 (NR) |
| 400 meter hæk          | Rhys Williams · Storbritannien | 49.33 (SB) | Emir Bekrić · Serbien | 49.49 | Stanislav Melnykov · Ukraine | 49.69 |
| 3000 meter forhindring | Mahiedine Mekhissi-Benabbad · Frankrig | 8:33.29 | Tarık Langat Akdağ · Tyrkiet | 8:35.24 | Víctor García · Spanien | 8:35.87 |
| 4×100 meter            | Holland: · Brian Mariano · Churandy Martina · Giovanni Codrington · Patrick van Luijk                                                                       | 38,34 EL & NR | Tyskland: · Julian Reus · Tobias Unger · Alexander Kosenkow · Lucas Jakubczyk                                                                               | 38,44 | Frankrig: · Ronald Pognon · Christophe Lemaitre · Pierre-Alexis Pessonneaux · Emmanuel Biron                                                                | 38,46 |
| 4×400 meter            | Belgien: · Antoine Gillet · Jonathan Borlée · Jente Bouckaert · Kevin Borlée                                                                                | 3.01,09 EL | Storbritannien: · Nigel Levine · Conrad Williams · Robert Tobin · Richard Buck                                                                              | 3.01,56 | Jonas Plass Kamghe Gaba Eric Krüger Thomas Schneider | 3.01,77 |
| Højdespring            | Robert Grabarz · Storbritannien | 2.31 | Raivydas Stanys · Litauen | 2.31 (PB) | Mickaël Hanany · Frankrig | 2.28 |
| Stangspring            | Renaud Lavillenie · Frankrig | 5.97 (WL) | Björn Otto · Tyskland | 5.92 (PB) | Raphael Holzdeppe · Tyskland | 5.77 (SB) |
| Længdespring           | Sebastian Bayer · Tyskland | 8.34 (SB) | Luis Méliz · Spanien | 8.21 (SB) | Michel Tornéus · Sverige | 8.17 (SB) |
| Trespring              | Fabrizio Donato · Italien | 17.63 | Sheryf El-Sheryf · Ukraine | 17.28 | Aliaksei Tsapik · Hviderusland | 16.97 |
| Kuglestød              | David Storl · Tyskland | 21.58 SB | Rutger Smith · Holland | 20.55 SB | Asmir Kolašinac · Serbien | 20.36 |
| Diskoskast             | Robert Harting · Tyskland | 68.30 | Gerd Kanter · Estland | 66.53 | Zoltan Kovago Skabelon:Lande data Ungern | 66.42 |
| Spydkast               | Vítězslav Veselý · Tjekkiet | 83.72 | Valerij Iordan · Rusland | 83.32 PB | Ari Mannio · Finland | 82.63 |
| Hammerkast             | Krisztián Pars · Ungarn | 79.72 | Aleksej Zagornij · Rusland | 77.40 | Szymon Ziółkowski · Polen | 76.67 |
| Tikamp                 | Pascal Behrenbruch · Tyskland | 8558 (EL & PB) | Oleksij Kasyanov · Ukraine | 8321 | Ilja Sjkurenev · Rusland | 8219 (PB) |
| Forkortelser           | WR = Verdensrekord \| AR = Europarekord \| CR = Mesterskabsrekord \| NR = Nationsrekord \| PB = Personlig rekord \| SB = Årsbedste \| WL = Verdensårsbedste | WR = Verdensrekord \| AR = Europarekord \| CR = Mesterskabsrekord \| NR = Nationsrekord \| PB = Personlig rekord \| SB = Årsbedste \| WL = Verdensårsbedste | WR = Verdensrekord \| AR = Europarekord \| CR = Mesterskabsrekord \| NR = Nationsrekord \| PB = Personlig rekord \| SB = Årsbedste \| WL = Verdensårsbedste | WR = Verdensrekord \| AR = Europarekord \| CR = Mesterskabsrekord \| NR = Nationsrekord \| PB = Personlig rekord \| SB = Årsbedste \| WL = Verdensårsbedste | WR = Verdensrekord \| AR = Europarekord \| CR = Mesterskabsrekord \| NR = Nationsrekord \| PB = Personlig rekord \| SB = Årsbedste \| WL = Verdensårsbedste | WR = Verdensrekord \| AR = Europarekord \| CR = Mesterskabsrekord \| NR = Nationsrekord \| PB = Personlig rekord \| SB = Årsbedste \| WL = Verdensårsbedste |

### Damer
| Event                  | Guld | Guld | Sølv | Sølv | Bronze | Bronze |
| ---------------------- | --- | --- | --- | --- | --- | --- |
| 100 meter              | Ivet Lalova · Bulgarien · 11:28 | Olesja Povh · Ukraine · 11:32 | Lina Grinčikaitė · Litauen · 11:32 (SB) | | | |
| 200 meter              | Marija Rjemjen · Ukraine · 23.05 | Hrystyna Stuy · Ukraine · 23.17 | Myrian Soumaré · Frankrig · 23.21 | | | |
| 400 meter              | Moa Hjelmer · Sverige · 51:13 (NR) | Ksenija Zadorina, · Rusland · 51:26 (SB) | Ilona Usovitj · Hviderusland · 51:94 | | | |
| 800 meter              | Jelena Arzjakova · Rusland · 1:58.51 | Lynsey Sharp · Storbritannien · 2:00.52 (PB) | Irina Maratjeva · Rusland · 2:00.66 | | | |
| 1500 meter             | Asli Cakir Alptekin · Tyrkiet · 4:05.31 | Gamze Bulut · Tyrkiet · 4:06.04 | Anna Mishchenko · Ukraine · 4:07.74 | | | |
| 5000 meter             | Olga Golovkina · Rusland · 15:11.70 | Ljudmyla Kovalenko · Ukraine · 15:12.03 | Sara Moreira · Portugal · 15:12.05 | | | |
| 10,000 meter           | Dulcie Felix · Portugal · 31:44.75 | Joanne Pavey · Storbritannien · 31:49.03 | Olha Skrypak · Ukraine · 31:51.32 | | | |
| 100 meter hæk          | Nevin Yanit · Tyrkiet · 12.81 | Alina Talay · Hviderusland · 12.91 | Katsiaryna Paplauskaya · Hviderusland · 12.97 | | | |
| 400 meter hæk          | Irina Davydova · Rusland · 53.77 (WL & PB) | Denisa Rosolová · Tjekkiet · 54.24 (PB) | Hanna Jarosjtjuk · Ukraine · 54.35 (PB) | | | |
| 3000 meter forhindring | Gülcan Mingir · Tyrkiet · 9:32.96 | Svitlana Shmidt · Ukraine · 9:33.03 | Antje Möldner-Schmidt · Tyskland · 9:36.37 | | | |
| 4×100 meter            | Tyskland: · Leena Günther · Anne Cibis · Tatjana Lofamakanda Pinto · Verena Sailer · 42,51 EL                                                               | Holland: · Kadene Vassell · Dafne schippers · Eva Lubbers · Jamile Samuel · 42,80 NR                                                                        | Polen: · Marika Popowicz · Daria Korczynska · Marta Jeschke · Ewelina Ptak · 43,06                                                                          | | | |
| 4×400 meter            | Ukraine: · Yuliya Olishevska · Olha Zemlyak · Nataliya Pyhyda · Alina Lohvynenko · 3.25,07 EL                                                               | Frankrig: · Phara Anacharsis · Lenora Guion Firmin · Marie Gayot · Floria Guei · 3.25,49                                                                    | Tjekkiet: · Zuzana Hejnová · Zuzana Bergrová · Jitka Bartonicková · Denisa Rosolová · 3.26,02                                                               | | | |
| Højdespring            | Ruth Beitia · Spanien · 1.97 (SB) | Tonje Angelsen · Norge · 1.97 (PB) | Emma Green Tregaro · Sverige · Irina Gordejeva · Rusland · Olena Holosja · Ukraine · 1.92                                                                   | | | |
| Stangspring            | Jirina Ptacnikova · Tjekkiet · 4.60 | Martina Strutz · Tyskland · 4.60 (SB) | Nikoleta Kyriakopoulou · Grækenland · 4.60 (SB) | | | |
| Længdespring           | Éloyse Lesueur · Frankrig · 6.81 SB | Volha Sudarava · Hviderusland · 6.74 | Margrethe Renstrøm · Norge · 6.67 | | | |
| Trespring              | Olha Saladucha · Ukraine · 14.99 WL | Patrícia Mamona · Portugal · 14.52 NR | Yana Borodina · Rusland · 14.36 | | | |
| Kuglestød              | Nadine Kleinert · Tyskland · 19.18 | Irina Tarasova · Rusland · 18.91 | Chiara Rosa · Italien · 18.47 | | | |
| Diskoskast             | Sandra Perkovic · Kroatien · 67.62 | Nadine Müller · Tyskland · 65.41 | Natalya Semenova · Ukraine · 62.91 | | | |
| Spydkast               | Vira Rebryk · Ukraine · 66.86 | Christina Obergföll · Tyskland · 65.12 | Linda Stahl · Tyskland · 63.69 | | | |
| Hammerkast             | Anita Włodarczyk · Polen · 74.29 | Martina Hrasnova · Slovakiet · 73.34 (SB) | Anna Bulgakova · Rusland · 71.47 | | | |
| Sjukamp                | Antoinette Nana Djimou · Frankrig · 6544 (PB) | Lyudmyla Yosypenko · Ukraine · 6387 | Laura Ikauniece · Letland · 6335 (PB) | | | |
| Forkortelser           | WR = Verdensrekord \| AR = Europarekord \| CR = Mesterskabsrekord \| NR = Nationsrekord \| PB = Personlig rekord \| SB = Årsbedste \| WL = Verdensårsbedste | WR = Verdensrekord \| AR = Europarekord \| CR = Mesterskabsrekord \| NR = Nationsrekord \| PB = Personlig rekord \| SB = Årsbedste \| WL = Verdensårsbedste | WR = Verdensrekord \| AR = Europarekord \| CR = Mesterskabsrekord \| NR = Nationsrekord \| PB = Personlig rekord \| SB = Årsbedste \| WL = Verdensårsbedste | WR = Verdensrekord \| AR = Europarekord \| CR = Mesterskabsrekord \| NR = Nationsrekord \| PB = Personlig rekord \| SB = Årsbedste \| WL = Verdensårsbedste | WR = Verdensrekord \| AR = Europarekord \| CR = Mesterskabsrekord \| NR = Nationsrekord \| PB = Personlig rekord \| SB = Årsbedste \| WL = Verdensårsbedste | WR = Verdensrekord \| AR = Europarekord \| CR = Mesterskabsrekord \| NR = Nationsrekord \| PB = Personlig rekord \| SB = Årsbedste \| WL = Verdensårsbedste |

## Medaljeoversigt
Host nation 
| Placering | Land           | Guld | Sølv | Bronze | Total |
| --------- | -------------- | ---- | ---- | ------ | ----- |
| 1         | Tyskland       | 6    | 7    | 4      | 17    |
| 2         | Frankrig       | 5    | 4    | 5      | 14    |
| 3         | Ukraine        | 4    | 5    | 6      | 15    |
| 4         | Rusland        | 4    | 5    | 5      | 14    |
| 5         | Storbritannien | 4    | 2    | 1      | 7     |
| 6         | Tjekkiet       | 3    | 1    | 1      | 5     |
| 7         | Holland        | 2    | 3    | 1      | 6     |
| 8         | Tyrkiet        | 2    | 2    | 1      | 5     |
| 9         | Norge          | 1    | 1    | 2      | 4     |
| 9         | Spanien        | 1    | 1    | 2      | 4     |
| 11        | Italien        | 1    | 1    | 1      | 3     |
| 11        | Portugal       | 1    | 1    | 1      | 3     |
| 13        | Ungarn         | 1    | 1    | 0      | 2     |
| 14        | Polen          | 1    | 0    | 3      | 4     |
| 15        | Sverige        | 1    | 0    | 2      | 3     |
| 16        | Belgien        | 1    | 0    | 0      | 1     |
| 16        | Bulgarien      | 1    | 0    | 0      | 1     |
| 16        | Kroatien       | 1    | 0    | 0      | 1     |
| 19        | Hviderusland   | 0    | 2    | 4      | 6     |
| 20        | Letland        | 0    | 1    | 1      | 2     |
| 20        | Litauen        | 0    | 1    | 1      | 2     |
| 20        | Serbien        | 0    | 1    | 1      | 2     |
| 23        | Danmark        | 0    | 1    | 0      | 1     |
| 23        | Estland        | 0    | 1    | 0      | 1     |
| 23        | Slovakiet      | 0    | 1    | 0      | 1     |
| 26        | Finland        | 0    | 0    | 1      | 1     |
| 26        | Grækenland     | 0    | 0    | 1      | 1     |
|           | Total          | 42   | 42   | 44     | 128   |

## Eksterne links
- Officiel hjemmeside Arkiveret 2. januar 2011 hos  Wayback Machine
- EAAs hjemmeside
- EAAs kalender